# Ezequiel Ferreira
Ezequiel Galvão Ferreira de Souza (Natal, 3 de maio de 1967) é um político brasileiro. É deputado estadual do Rio Grande do Norte, atualmente no Partido da Social Democracia Brasileira (PSDB). É o 12º membro da família a ocupar uma cadeira na Assembléia Legislativa do Rio Grande do Norte, fazendo parte de uma família que há muitos anos exerce importante liderança política no Rio Grande do Norte. É desde 2017, o presidente estadual do PSDB no Rio Grande do Norte.
O Deputado Ezequiel é bisneto do ex-deputado Ezequiel Mergelino, que ocupou uma cadeira no legislativo estadual em 1910; sobrinho-neto do ex-senador e ex-deputado José Ferreira; é sobrinho-neto da ex-deputada Maria do Céu Fernandes, primeira Deputada eleita do Rio Grande do Norte; também sobrinho-neto do ex-governador e ex-deputado Cortez Pereira; primo de um dos mais brilhantes parlamentares que já passaram pela Assembléia Legislativa, deputado Paulo de Tarso Fernandes; e primo do ex governador do Rio Grande do Norte Iberê Ferreira; e filho do ex-deputado e ex-presidente da Assembléia Legislativa Ezequiel José Ferreira de Souza.
As suas principais bases políticas são nas regiões: do Seridó, especialmente em Currais Novos, seu berço político, e onde obteve maior votação para deputado estadual na história do município; do Trairí, berço político de seu pai; do Agreste, principalmente em Nova Cruz e Canguaretama; na Grande Natal, em Ceará-Mirim, Maxaranguape e Macaíba e com expressivas votações em demais municípios espalhados pelo Estado, na região Central, Mato Grande e região salineira. O trabalho político do Deputado Ezequiel Ferreira é marcado pela ética e pelo trabalho. Em seu primeiro mandato fez parte da Comissão de Constituição e Justiça; da Comissão de Administração, Serviços Públicos e Trabalho; de Defesa do Consumidor, Meio Ambiente e Interior.
Foi por 4 vezes consecutivo o parlamentar que mais apresentou Requerimentos e Projetos de Lei na Assembléia Legislativa, no período de 2004 à 2007. Apresentou vários projetos visando principalmente a geração de emprego e distribuição de renda no meio rural. Dentre tais, destaca-se a luta pela construção da Estrada da Produção, interligando toda Serra de Santana e possibilitando a escoação agrícola daquela micro-região; também busca revitalizar a cultura do algodão através de Projeto de Lei, em uma tríplice parceria entre Governo do Estado, empresas de beneficiamento e o produtor rural.
Saúde, educação e segurança pública também são temas constantes na pauta do Parlamentar. O Deputado Ezequiel Ferreira foi o 2º vice-presidente da Mesa Diretora passada da Assembléia Legislativa, além de vice-líder do Governo. Obteve 34.228 votos em sua primeira eleição pelo PTB. Foi candidato a reeleição em 2006 pelo PMN, e o povo reconheceu o seu trabalho, dando um aumento de quase 3 mil votos em comparação a 1ª eleição, num total de 36.784 votos. Em 2010, o parlamentar obteve 51.842 votos, sendo o o segundo deputado mais bem votado do Estado e em 2014, a sua votação cresceu para 54.438 votos, o que representou 3,28% da votação para deputado estadual. Em 2018, Ezequiel ingressou em seu quinto mandato, validado por 58.221 votos (3.45%), ocupando o primeiro lugar. Atualmente o Parlamentar é Presidente da Assembléia Legislativa do Rio Grande do Norte.